# Айзенштадт против Бэрда
Айзенштадт против Бэрда — дело Верховного суда США, по которому принято решение о признании неконституционным закон штата Массачусетс и установлено право покупки у частных лиц средств контрацепции неженатым парам.

## Обстоятельства
Поводом к судебному разбирательству послужил арест популяризатора контроля над рождаемостью Уильяма Бэрда. Во время одного из выступлений он раздавал слушателям средство контрацепции (англ. contraceptive foam). По законам штата Массачусетс в то время распространять контрацептивы имели право только (лицензированные) врачи и фармацевты и только женатым парам.
В порядке апелляции Верховный суд штата Массачусетс снял с Бэрда часть обвинений. Прошение о судебном приказе против произвольного ареста было отклонено. Апелляционный суд первого округа предписал выпустить приказ на том основании, что закон, на основании которого был приговорён Бэрд, нарушает 14-ю поправку к Конституции